# DBpedia
DBpedija je projekat čiji je cilj uzimanje struktuiranih sadržaja iz informacija koje su napravljene kao deo Vikipedijinog projekta sa ciljem da se ovako struktuirane informacije učine dostupne na Internetu. DBpedija dozvoljava korisnicima da unesu upit povezan sa Vikipedijinim resursima, uključujući linkove do drugih sličnih skupova podataka.
DBpedija je nastala zbog strukturnog problema u Vikipediji kada se prilikom pretraživanja dolazi do ograničavanja spektra mogućih zahteva zbog toga što je pretraživanje ograničeno na pretraživanje samo po ključnim riječima. DBpedija je napisana u HTML jeziku, a svi podaci su uzeti sa Vikipedije i strukturirani u RDF zapise, čime je dobijena ogromna baza podataka. Tim Berners-Lee described DBpedia as one of the most famous parts of the decentralized Linked Data effort.

## Istorija
Projekat DBpedija je započet 2006. godine, a započeli su ga ljudi sa Slobodnog Berlinskog Univerziteta i Univerziteta Lipciga u saradnji sa OpenLink Softwereom. Prvi javno dostupni skup podataka je objavljen 2007. godine. Dostupan je pod slobodnim licencama, omogućavajući drugima da koriste njihove podatke.
Članci na Vikipediji se uglavnom sastoje od slobodnog teksta ali takođe uključuju i struktuirane informacije, ugrađene u člancima kao što su infobox tabele (iskačući meniji koji se pojavljuju na početku u mobilnoj verziji ili u gornjem desnom uglu kao podrazumevani prikaz mnogih članaka Vikipedije), kategorizacije informacija, slika, geografskih koordinata i linkova ka spoljnim Internet stranama. Ove struktuirane informacije se ekstrahuju u jedinstven set podataka koji može izvršavati upite.

## Spoljašnje veze
- Zvanični veb-sajt
- TED Talks video (Adobe Flash) about the semantic web by Tim Berners-Lee, presenting DBpedia as an example, at TED
- DBpedia - Extracting structured data from Wikipedia and LinkedGeodata, Wikimania 2009 talks about the DBpedia project.
- DBpedia: Querying Wikipedia like a Database - Chris Bizer, World Wide Web Conference Developers Track, 11 May 2007
- W3C SWEO Linking Open Data Community Project